# Wewnętrzna obwodnica Siedlec
Wewnętrzna Obwodnica Miasta Siedlce – wewnętrzna obwodnica Siedlec, zwana też potocznie przez siedlczan małą (w odróżnieniu od obwodnicy zewnętrznej, którą nazywają dużą).

## Przebieg
Początkowo obwodnica miała być wybudowana w 3 etapach, a budowa ostatniego odcinka miała zakończyć dopiero się w 2015 roku.
Z uwagi na zbyt duży koszt budowy zrezygnowano z budowy III etapu (od ul. Kazimierzowskiej do ul. Starowiejskiej), pozostawiając do realizacji tylko I i II, przy czym modyfikując drugi etap. Polegało to głównie na zrezygnowaniu z budowy wiaduktu nad torami linii kolejowej nr 2 (na wysokości przedłużenia ul. Kruszcowej) i zastąpieniu go przejazdem pod torami z wykorzystaniem istniejącego wąwozu (zwanego potocznie "karierem”), nad którym przerzucony jest istniejący wiadukt kolejowy tej linii, oraz wybudowaniu dalszej części II etapu wzdłuż linii nr 55 w kierunku Sokołowa Podlaskiego (na terenach przejęte przez Miasto Siedlce od PKP S.A. za zaległe zobowiązania podatkowe) aż do drogi krajowej nr 63 w miejscowości Strzała (na wysokości przejazdu kolejowo-drogowego na granicy administracyjnej Miasta Siedlce i miejscowości Strzała). W kolejnych latach wybudowano III etap – odcinek od jednego z końców II etapu (skrzyżowanie z ul. Prądzyńskiego), dalej "karierem" pod wiaduktem ul. Warszawskiej aż ul. Zbrojnej przez wybudowanie wiaduktu nad ul. Partyzantów (równolegle do istniejącego wiaduktu kolejowego zwanego "Garwolińskim").
W przyszłości planuje się wybudowanie dawnego III etapu, (obecnie nazywanego IV) między ul. Kazimierzowską a ul. Starowiejską przez ul. Janowską. Jego budowa została na razie zarzucona i termin realizacji nie jest znany, choć nie wyklucza się budowy w dalszej przyszłości.

### Początkowy
- I etap – odcinek północny (planowany był na lata 2007–2009)
  - ul. Północna – od ul. Kazimierzowskiej do Sokołowskiej
z włączeniem istniejącego odcinka ul. Północnej (od ul. Kazimierzowska do ul. J. Poniatowskiego), wybudowanego w latach 1998−1999 do obsługi wizyty Papieża Jana Pawła II w Siedlcach (10 czerwca 1999 r.), oraz wybudowanie sygnalizacji świetlnej na skrzyżowaniu z ulicami Poniatowskiego i Graniczną, a także rond na skrzyżowaniach z ulicą Sokołowską i Kazimierzowską i pasem pieszo-jezdnym na odcinku ul. J. Poniatowskiego – ul. Graniczna.

- II etap – odcinek zachodni (planowany był na lata 2010–2012)
  - łącznik pomiędzy ul. Sokołowską a ul. Warszawską
z wybudowaniem wiaduktu nad torami i włączeniem końca II etapu obwodnicy do ul. Warszawskiej na wysokości skrzyżowania z ul. Kruszcową i ul. Monte Cassino w postaci ronda.

- III etap – odcinek wschodni (planowany był na lata 2013–2015)
  - łącznik pomiędzy ul. Kazimierzowską a ul. Starowiejską
z włączeniem końca III etapu obwodnicy do ul. Starowiejskiej na wysokości skrzyżowania z ul. St. Starzyńskiego. Przecinający wcześniej ulicę Janowską.

### Obecny
Mapa przebiegu obecnej trasy obwodnicy
- I etap (bez zmian w stosunku do poprzedniej koncepcji)
  - ul. Jana Pawła II, ul. Północna, ul. ppłk Mariana Drobika – od ul. Kazimierzowskiej do Sokołowskiej z włączeniem istniejącego odcinka ul. Północnej (od ul. Kazimierzowska do ul. J. Poniatowskiego) oraz z wybudowaniem sygnalizacji świetlnej na skrzyżowaniu z ulicami Poniatowskiego i Graniczną, a także rond na skrzyżowaniach z ulicą Sokołowską i Kazimierzowską oraz pas pieszo-jezdny na odcinku ul. J. Poniatowskiego – ul. Graniczna).

- II etap
  - ul. Lecha Kaczyńskiego, ul. Ryszarda Kaczorowskiego - łącznik pomiędzy skrzyżowaniem z drogą krajową nr 63 w miejscowości Strzała (na wysokości przejazdu kolejowo-drogowego) a ul. Warszawską
wzdłuż linii kolejowej nr 55 i budową ronda (w innym zadaniu inwestycyjnym) na skrzyżowaniu z ul. Piaskową oraz przejściem pod torami wąwozem ("karierem") do ul. I. Prądzyńskiego, dalej do ul. Kruszcowej z włączeniem końca II etapu obwodnicy do ul. Warszawskiej (w postaci ronda) na wysokości skrzyżowania ul. Monte Cassino.
- III etap
  - ul. Rotmistrza Witolda Pileckiego - łącznik pomiędzy jednym z końców II etapu (na wysokości skrzyżowania z ul. Prądzyńskiego) do ul. Zbrojnej, tzw. "karierem" – pod wiaduktem na ul. Warszawskiej oraz wiaduktem nad ul. Partyzantów (równoległym do istniejącego wiaduktu kolejowego, zwanego "Garwolińskim").

#### Planowane

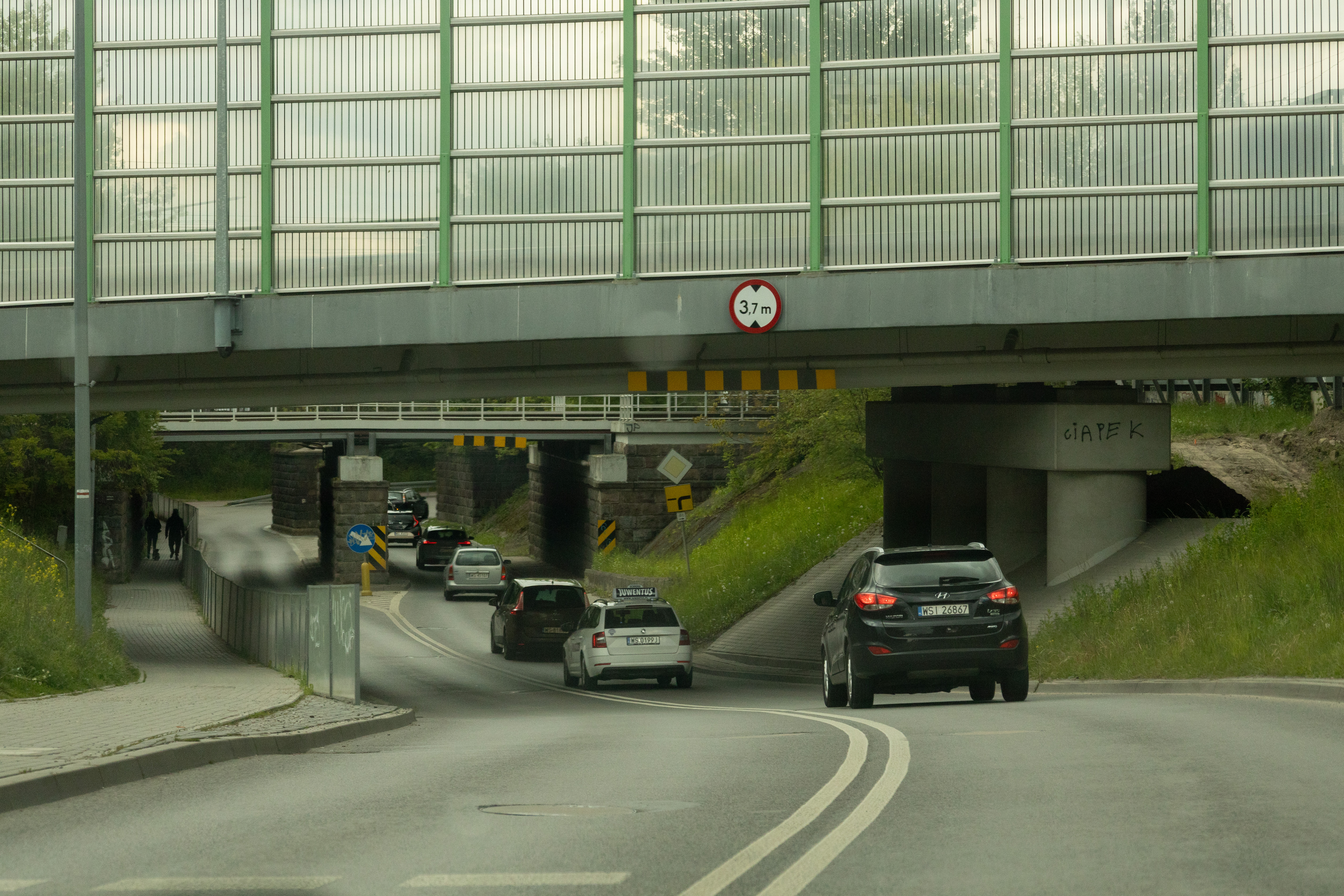
Wiadukt nad ulicą Partyzantów

(do realizacji w przypadku posiadania przez miasto dodatkowych funduszy)
- IV etap (w poprzedniej koncepcji nazywany III etapem)
  - łącznik pomiędzy ul. Kazimierzowską a ul. Starowiejską, przecinający ulicę Janowską.

## Finansowanie inwestycji
Miasto uzyskało dofinansowanie ze środków Unii Europejskiej w ramach Indywidualnych Projektów Kluczowych dla Regionalnego Programu Operacyjnego Województwa Mazowieckiego (RPO WM) na lata 2007–2013. Priorytet III – Regionalny system transportowy.
Wartość projektu wynosi 58 500 000 zł, w tym dofinansowanie – 49 725 000 zł, co stanowi 85% wartości inwestycji

## Budowa
16 kwietnia 2010 roku ogłoszono przetarg na wyłonienie wykonawcy budowy I i II etapu. 14 i 17 czerwca 2010 r. wybrano wykonawców poszczególnych etapów budowy obwodnicy. Podpisanie umów na wykonawstwo nastąpiło 28 czerwca i 29 czerwca.
Wykonawcą I etapu było Przedsiębiorstwo Robót Drogowych "Regionalne Drogi Podlaskie" Sp. z o.o.,
a partnerami: Przedsiębiorstwo Inżynierii Lądowej "Aquarius" z Siemiatycz i Przedsiębiorstwo Robót Drogowo-Budowlanych z Gostynina.
Wartość zamówienia 18 408 733 zł.
Wykonawcą II było Polimex-Mostostal S.A.
Wartość zamówienia 24 273 646 zł.
Oddanie do użytku I i II etapu nastąpiło 10 marca 2012 roku.
9 czerwca 2017 roku została podpisana umowa na wykonanie III etapu od ul. Prądzyńskiego do ul. Zbrojnej. Wykonawcą zadania została firma Strabag S.A.
Oddanie do użytku III etapu obwodnicy wraz z tunelem pod linią kolejową nr 2 nastąpiło 29 czerwca 2018 roku. Budowa tunelu i obwodnicy kosztowała 65 526 583 zł, w tym wartość dofinansowania z Unii Europejskiej: 38 834 916,94 zł

## Obiekty przyległe

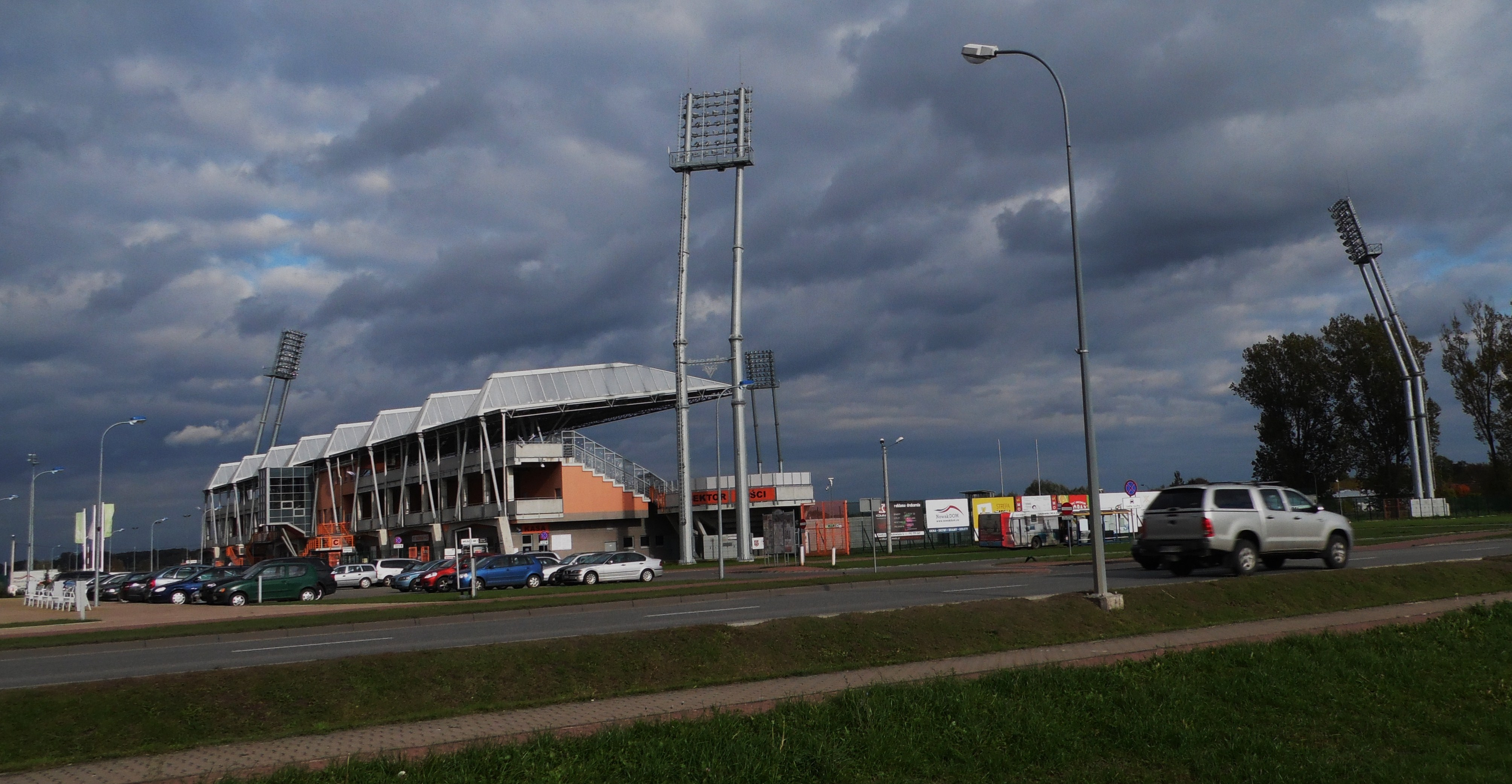
Stadion Miejski w Siedlcach

Przy ul. Jana Pawła II został zlokalizowany Regionalny Ośrodek Sportu, Rekreacji, Rehabilitacji i Turystyki w Siedlcach, w skład którego (docelowo) ma wchodzić:
- Stadion Miejski z płytą główną podgrzewaną, nawodnieniem, odwodnieniem i oświetleniem oraz z krytymi trybunami na ok. 8000 miejsc siedzących z zapleczem sportowym.
- 4 boiska treningowe (dwa o nawierzchni naturalnej oraz dwa o nawierzchni sztucznej z oświetleniem 500 lux (boisko o nawierzchni sztucznej), 200 lux (boisko o nawierzchni naturalnej) oraz trybunami na 300 miejsc (przy boisku o nawierzchni z trawy naturalnej) i 400 miejsc (przy boisku o nawierzchni z trawy sztucznej)

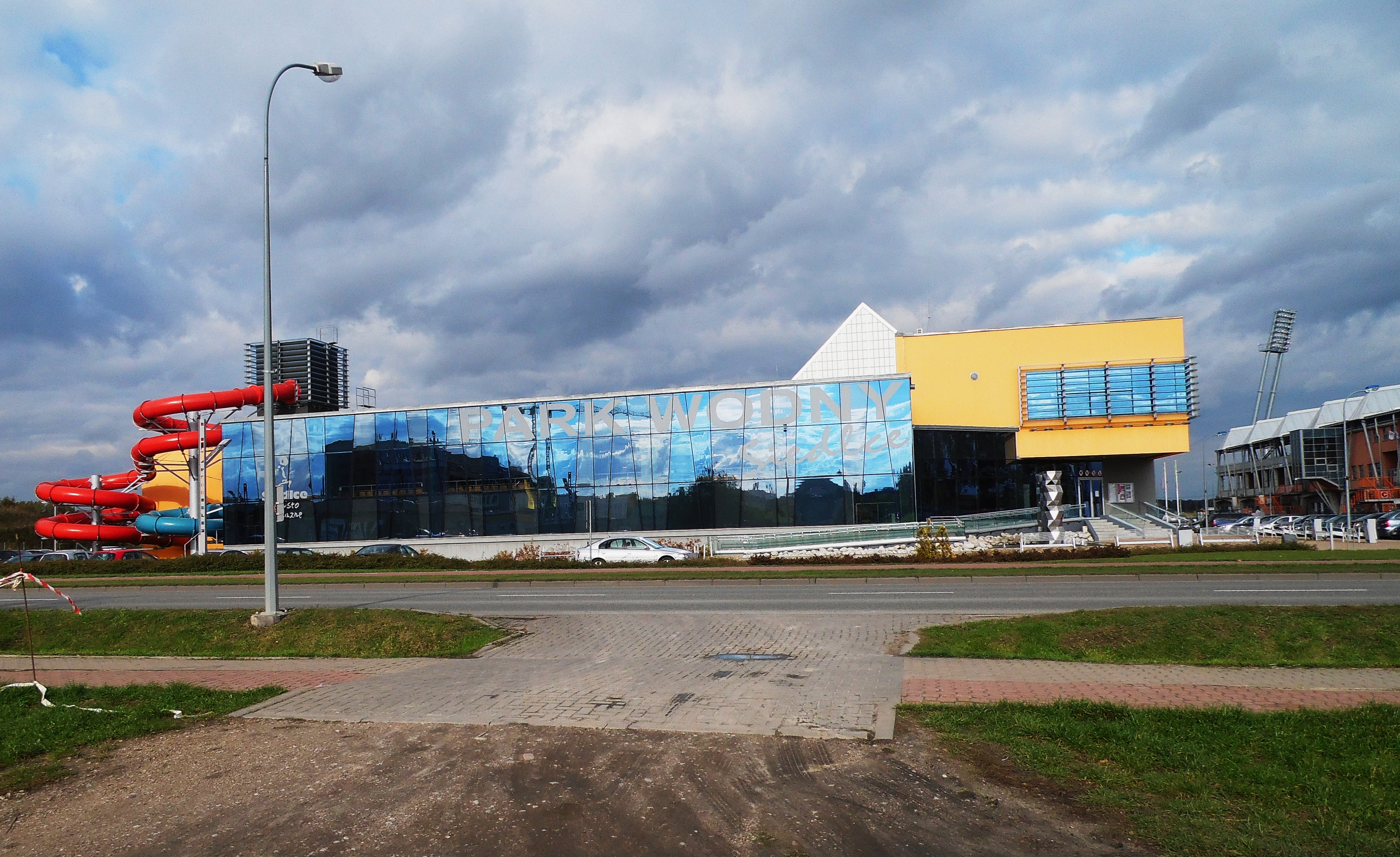
Park Wodny Siedlce

- Aquapark (niecka główna o wymiarach 25 na 20 metrów na osiem torów pływackich, basen rekreacyjny z torami do nauki pływania dla dzieci oraz urządzeniami dodatkowymi, brodzik dziecięcy, zjeżdżalnie, jacuzzi, sauny i widownią na ok. 200 miejsc)
- Hala widowiskowo-sportowa z zapleczem i widownią na 2000 miejsc siedzących, o wymiarach areny 60 × 45 m, wysokość 12,5m
- Hotel na 150 miejsc
- Parkingi (500 miejsc), drogi wewnętrzne oraz pozostała infrastruktura techniczna.

Obecnie zrealizowany został I etap budowy ROSRRiT w następującym zakresie:
- Budowa płyty głównej z podgrzewaniem, nawodnieniem, odwodnieniem oraz trybuna zachodnia zadaszona na 3000 miejsc siedzących z pełnym zapleczem sportowym
- 2 boiska treningowe (jedno o nawierzchni naturalnej i jedno o nawierzchni sztucznej) z oświetleniem oraz trybunami
- Parkingi (289 miejsc), drogi wewnętrzne oraz pozostała infrastruktura techniczna
- Konstrukcja trybun narożnych: północno-zachodniej i południowo-zachodniej
- System sportowy z elektroniczną tablicą wyników i wyświetlaczem tekstu
- Ogrodzenie boisk treningowych

23 listopada 2009 roku rozstrzygnięto przetarg na budowę I etapu ROSRRiT, wykonawcą jest konsorcjum Polimex-Mostostal S.A. (lider) i PHU Pagro Firma Brukarsko-Drogowa Sp. z o.o z Krakowa (partner) Koszt budowy I etapu to 28 635 279 zł.
10 marca 2010 roku rozpoczęto budowę, I etap prac zakończono 11 czerwca 2011 roku.
Ponadto 13 kwietnia 2010 roku rozstrzygnięto przetarg na opracowanie dokumentacji projektowej Aquaparku Miejskiego, wykonawcą jest konsorcjum Biuro Architektoniczno-Budowlane PRO-ARCH 2 Sp. z o.o. z Czechowic-Dziedzic oraz Przedsiębiorstwo Wielobranżowe INTEM inż. Mariusz Krawczyk z Katowic. Koszt projektu to 457 500 zł, szacunkowy koszt realizacji budowy aquaparku to 28 659 000 zł netto, roczne koszty eksploatacji obiektu to 2 086 500 zł netto.
6 lipca 2011 roku podpisano umowę na budowę aqaparku z Przedsiębiorstwem Produkcyjno – Usługowym "Zambet" z Pułtuska Koszt budowy aqaparku 35 mln zł. 20 lipca 2011 roku ruszyła budowa, termin oddania obiektu upływał 6 stycznia 2013 roku. 20 marca 2012 roku P.P.U. Zambet odstąpiło od umowy na budowę budowę dokończła Skanska S.A. za kwotę 27 mln zł netto. Otwarcie obiektu nastąpiło 27 grudnia 2013 roku obiekt przyjął nazwę "Park Wodny Siedlce".